# John DeCamp
John William DeCamp né le 6 juillet 1941 à Neligh dans le Nebraska et décédé le 27 juillet 2017 est un politicien américain. Il a été sénateur du Nebraska (40e district) de 1971 à 1987. Il est l'auteur du livre enquête The Franklin Coverup.

## Biographie
DeCamp rejoignit l'armée américaine durant la guerre du Viêt Nam. Il fut ensuite désigné assistant du futur directeur de la CIA William Colby, qui était alors député-ambassadeur au Vietnam à ce moment. DeCamp commença sa campagne pour les sénatoriales du Nebraska au sein du Parti républicain durant son engagement au Vietnam, il fut élu et siégea durant quatre législatures de 1971 à 1987. En mai 2006, il ne réussit pas à se représenter.  Il exerce une profession libérale à Lincoln, Nebraska.

## La couverture du scandale Franklin
En 1990, il publie le "mémo deCamp" qui résume une partie du scandale Franklin et qu'il fait éditer en livre en 1992 qui sera publié sous le titre The Franklin Coverup qui dénonce la couverture officielle de l'existence d'un trafic d'enfants à but de pédophilie au Nebraska, filière qui englobe certains politiciens locaux et nationaux. "Franklin" est une référence au "Franklin Community Federal Credit Union" une institution financière du Nebraska. La relation avec l'institution était indirecte et visait une implication d'un ancien cadre de Franklin, Lawrence E. King, qui entretenait des relations haut placées dans le parti républicain, dans un supposé réseau pédophile.